# Jens Esmark
Pour les articles homonymes, voir Esmark.
Jens Esmark, né le 31 janvier 1763 et mort le 26 janvier 1839, est un professeur de minéralogie dano-norvégien. Il contribue à plusieurs découvertes et analyses conceptuelles sur les glaciers ; il développe en particulier l'idée que les glaciers ont recouvert de larges régions dans le passé.

## Biographie
Jens Esmark est né à Houlbjerg (da) en Aarhus au Danemark. Il rejoint la communauté d'exploitation minière de l'argent à Kongsberg en Norvège et étudie à l'académie minière locale. Il finit ses études à Copenhague et est accepté en tant que géomètre-expert. À partir de 1797, Esmark est chargé de cours de minéralogie à l'académie minière de Kongsberg. En 1814, il devient le premier professeur en géologie à l'université d'Oslo et est décrit comme un « pionnier en géologie glaciaire » par le professeur de géologie du Quaternaire et glaciologie Bjørn G. Andersen (en).
En août 1801, Esmark effectue la première ascension du Snøhetta, point culminant du massif du Dovrefjell dans le sud de la Norvège. La même année, il mène la première expédition à Bitihorn (en), une petite montagne à l'extrémité sud du Jotunheimen. En 1810, il est la première personne à atteindre le Gaustatoppen dans le comté de Telemark, en Norvège également.
En 1824, Jens Esmark émet la théorie selon laquelle les glaciers ont été par le passé plus larges et plus épais, et ont recouvert une grande partie de la Norvège et des fonds marins adjacents. Il attribue aussi les blocs erratiques et moraines aux déplacements et dépôts de glaciers. Il est le premier à reconnaître les glaciers comme un important facteur d'érosion dans la formation des fjords norvégiens.
Jens Esmark joue un rôle important dans l'histoire et l'héritage culturel de la minéralogie. Il introduit le nom de « norite » pour une variété de gabbro à partir du nom norvégien pour la Norvège, Norge.
Sur l'île de Løvøya, son fils Hans Morten Thrane Esmark découvre les premiers spécimens d'un minéral noir, la thorite, qui aboutit à la découverte du thorium. Son fils lui fournit également un nouveau minéral qu'il a trouvé à Arendal en Norvège, qu'il nomme datolite en 1806 d'après un mot grec signifiant « diviser », en référence à la structure granulaire des premiers spécimens étudiés.
En 1825, le professeur Jens Esmark est élu membre de l'Académie royale des sciences de Suède. En 1832, il est fait chevalier de l'ordre de Vasa.
En 1813, le minéralogiste et géologue allemand Johann Friedrich Ludwig Hausmann nomme une variété de datolite « esmarkite » en son honneur. En 1840, le minéralogiste suédois Axel Joachim Erdmann (sv) nomme une variété de fahlunite « esmarkite » ; en 1853, Esmark lui retourne la faveur en nommant une variété de mélanocérite « erdmannite ».

## Œuvres choisies
- (de) Jens Esmark, Kurze Beschreibung einer mineralogischen Reise durch Ungarn, Siebenbürgen und das Bannat, Freyberg, 1798
- (no) Jens Esmark, Reise fra Christiania til Trondhjem, 1829